# Listo
Listo est un hameau de Louvie-Soubiron dans les Pyrénées-Atlantiques.

## Géographie
Bâti à 845 mètres d'altitude sur un épaulement du pic d'Auzu, au-dessus du ravin du Canceigt, Listo se trouve sur l'ancien chemin traversant le territoire de Louvie-Soubiron de la vallée d'Ossau à celle de l'Ouzom pour atteindre le hameau des Eschartès et la mine de fer de Baburet. Les pentes entourant le village ont été cultivées jusqu'à la fin du XIXe siècle.

## Histoire
Listo figurait sur le dénombrement ordonné par Gaston Fébus en 1385 comme un village comptant trois feux. Puis en 1487, Listo est de nouveau mentionné (Lobier et Listo, notaires d'Ossau).
En 1615, les deux villages de Listo et de Louvie furent conjointement élevés en ruffebaronnie, un ruffebaron étant un titre situé, dans la hiérarchie seigneuriale béarnaise, « juste après les barons ».
Le drame de 1707
En 1707, une partie du hameau de Listo (huit maisons avec granges, leurs habitants et les bestiaux) fut emporté par une avalanche de neige. Pour éviter que ne se renouvelle pareil désastre, l'autorité communale fit semer dix mesures de glands achetés à Arudy et planter sept cents jeunes chênes dans la partie supérieure de la montagne, créant ainsi une forêt qui existe encore aujourd'hui.
Le drame de 1893
Le 20 novembre 1893, neuf hommes, trois du hameau de Listo et six de Louvie-Soubiron, partirent à la recherche de deux juments bloquées par la neige. Ils furent emportés par une coulée de neige. Un seul survécut.
À la suite de ce drame, le hameau fut peu à peu délaissé.
Listo et sa quinzaine de bâtiments, devint un village abandonné envahi par les ronces et tombant en ruines.
La renaissance du hameau
Un chevrier et sa famille demeurent encore à l’année dans le hameau depuis 1986. Les autres maisons et les granges sont devenues des résidences secondaires.

## Économie

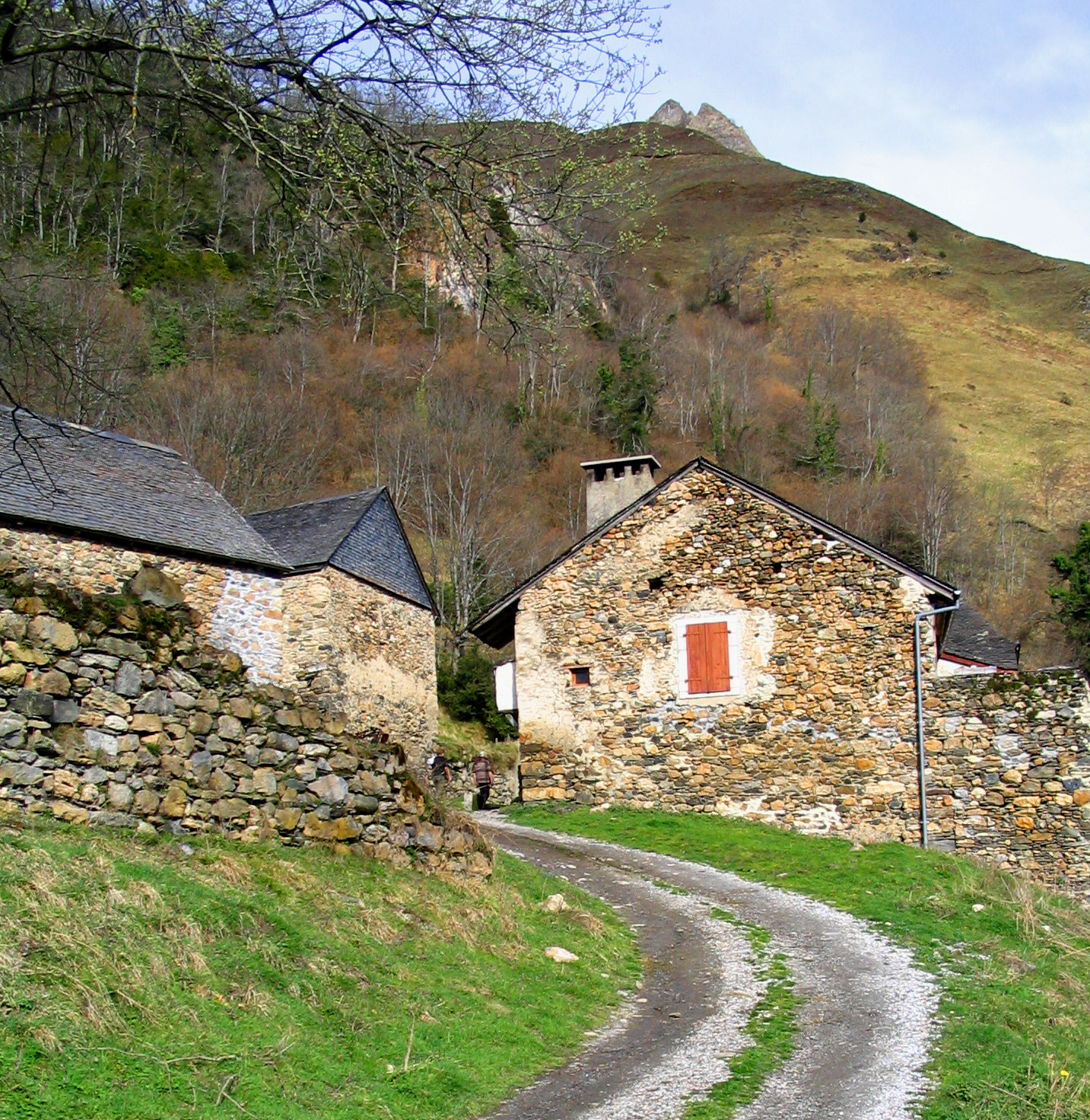
Le hameau abrite trois foyers permanents.

Après des années de fonctionnement en quasi autarcie, le berger du hameau bénéficie désormais d’une micro-centrale hydroélectrique, qui alimente en électricité la bergerie du village et complète les panneaux solaires et le groupe électrogène qui résonnait jusqu’alors dans la vallée, mais pas plus que les tracteurs et les tronçonneuses.
Le village, partiellement désenclavé par une route étroite, commande l'accès au col de Louvie et aux estives, dans un site grandiose et menaçant. Un berger de Louvie-Soubiron utilise et entretient ces pâturages avec ses 800 bêtes, évitant la fermeture de ces zones escarpées. Listo conserve une atmosphère moyenâgeuse, entre ruelles fangeuses et bêtes en liberté.